# Daniel Howard Fernandez
Daniel Howard Fernandez (* 5. März 1995 in Stockport) ist ein singapurischer Schachspieler, der seit 2015 für den englischen Schachverband spielt, und Schachbuch-Autor.

## Leben und Werdegang
Fernandez wurde in England geboren und lebte dort bis zum Alter von neun Jahren; anschließend zog er nach Singapur. Nach eigenen Angaben begann er mit sieben Jahren mit dem Schachspiel. Bereits zwei Jahre später gewann er 2004 sowohl die britischen als auch die singapurischen Meisterschaften für Neunjährige. Später zog er zurück nach England und erwarb in Cambridge einen Abschluss in Mathematik. Anschließend folgte ein Studium in Australien.
2005 wurde er FIDE-Meister, 2010 Internationaler Meister. Auf dem 88. Kongress des Weltschachverbands FIDE im Oktober 2017 in Antalya erhielt er den Titel Großmeister (GM). Die erforderlichen Normen erreichte er im August 2014 in Budapest, im Juni 2015 in Växjö und von November 2016 bis Mai 2017 beim 4NCL als Mitglied der Meistermannschaft 2016/17.
Fernandez hat einige Fachbücher veröffentlicht und trägt gelegentlich als Autor bei ChessBase bei.
Für Singapur nahm Fernandez an den Schacholympiaden 2010 und 2012 teil. Bei seinem Debüt spielte er als 15-Jähriger am zweiten Brett des Teams und erreichte drei Punkte aus elf Partien. Zwei Jahre später war er als Ersatzspieler aufgestellt und holte 5½ Punkte bei neun Einsätzen.
Seine Elo-Zahl beträgt 2524 (Stand: September 2024), seine bisher höchste war 2537 im Oktober 2023.
| Hier fehlt eine Grafik, die leider im Moment aus technischen Gründen nicht angezeigt werden kann. Wir arbeiten daran! |

## Veröffentlichungen
- Daniel Fernandez: Modernized Caro-Kann: A Complete Repertoire Against 1.E4. Thinkers Publishing, Nevele 2018, ISBN 978-94-92510-25-9.
- Daniel Fernandez: The Reliable Petroff – An Evergreen Elite Choice. ChessBase Verlagsgesellschaft, Hamburg 2018, ISBN 978-3-86681-676-3.
- Daniel Fernandez: The Modernized Modern Defense. Thinkers Publishing, Nevele 2020, ISBN 978-94-92510-88-4.
- Daniel Fernandez: Tata Steel Chess Tournament 2021. Thinkers Publishing, Nevele 2022, ISBN 978-94-6420-142-0.